# Drassodes placidulus
Drassodes placidulus es una especie de araña araneomorfa del género Drassodes, familia Gnaphosidae. La especie fue descrita científicamente por Simon en 1914.
La longitud del cuerpo del macho es de 9-12 milímetros. La especie se distribuye por Europa: Francia.